# Panaeolina
Panaeolina es un género de hongos del orden Agaricales. Al igual que con los géneros Panaeolopsis y Panaeolus, Paneolina ha sido asignado en el pasado a la familia Bolbitiaceae, si bien forman un grupo aislado en esta. La clasificación filogénetica continúa siendo elusiva por lo que se considera incertae sedis. Algunas especies del género como P. foenisecii son hongos psilocibios.

## Taxonomía
Panaeolina fue descrito por el micólogo francés René Charles Joseph Ernest Maire y publicado en  Treballs del Museu de Ciències Naturals de Barcelona. Vol. XV. Sèrie botànica 4: 109 en 1833.

### Especies
Las especies dentro del género son:
- Panaeolina foenisecii (Pers.) Maire, 1933
- Panaeolina indica Sathe & J.T. Daniel, 1981
- Panaeolina microsperma Natarajan & Raman, 1983
- Panaeolina sagarae Hongo, 1978